# Скибицкая, Татьяна Васильевна
Татья́на Васи́льевна Скиби́цкая (9 июля 1959, Киев — 3 июня 2013, там же) — советский и украинский искусствовед, автор первой капитальной монографии о киевском архитектурном модерне.
Круг научных интересов: архитектура и социально-культурная жизнь Киева конца XIX — начала XX века, застройка исторических городов Украины, методология охраны культурного наследия.

## Биография
Родилась в Киеве 9 июля 1959 года. Окончила Киевский государственный художественный институт в 1981 году. Ученица Ю. С. Асеева. После окончания института — сотрудница Киевского НИИ теории и истории архитектуры и градостроительства (до 1990-х годов).
С 1998 года — заместитель генерального директора Киевского научно-методического центра по охране, реставрации и использованию памятников истории, культуры и заповедных территорий. С 2010 года — старший научный сотрудник Национального заповедника «София Киевская».
Член Национального союза художников Украины с 1995 года. Член ICOMOS (Международного совета по вопросам памятников и достопримечательных мест).
Скончалась в Киеве 3 июня 2013 года. Похоронена на Берковецком кладбище.

## Исследовательская и творческая деятельность
В своих исследованиях Татьяна Скибицкая соединяла всесторонний тонкий анализ архитектурных объектов с тщательной проработкой библиографических и архивных источников. Её основная тема — архитектура и градостроительство Киева конца XIX — начала XX века. Развивая применительно к Киеву методологический подход Е. И. Кириченко, Скибицкая уделила значительное внимание массовой городской застройке, типологии и архитектурным особенностям доходных домов, атрибуциям их авторства. Её статья «Творцы многоэтажного Киева» (1985) ввела в научный оборот малоизвестные имена наиболее плодовитых архитекторов, создававших облик киевских улиц.
Важное место в исследованиях Скибицкой занимали процессы формирования и характерные черты стилевых архитектурных направлений сложного периода историзма и модерна. Результатом длительного комплексного изучения этих вопросов стала серия статей и изданная в 2011 году монография о киевском архитектурном модерне 1900-х — 1910-х годов.
Помимо Киева, Татьяна Скибицкая принимала участие в исследовании исторической застройки Винницы, Одессы, Сум, Черновцов.
Неоднократно выступала с докладами на научных конференциях.
Участница телевизионного проекта «Киевские миниатюры» (1998—2009).

### Публикации
Первая публикация — статья «Андреевский спуск в Киеве» (1982).
Автор многих десятков статей в архитектурных и культурологических журналах (таких, как «Строительство и архитектура», «Пам’ятки України», «Архітектура України», «Генеза» и др.), в историческом альманахе «Киевский альбом», в ведомственных изданиях. Выступала в печати как самостоятельно, так и в соавторстве (с Г. Духовичным, М. Кальницким, Е. Мокроусовой, И. Шулежко и др.). Среди них:
- Прибутковий будинок як провідний архітектурний тип у забудові міст України кінця XIX -початку XX ст. // Теорія та історія архітектури: Наук. збірник НДІТІАМ / Редкол.: М. М. Дьомін (голова), А. П. Мардер, А. О. Пучков та ін. — К, 1995. — С. 105—117[5].
- Навколо музею // Киевский альбом. Исторический альманах. — К., 2002. — Вип. 2. — С. 26-31.
- Історія забудови садиби Київського пасажу (1830—1950 рр.) або Маленьке місто Великого пасажу // Киевский альбом. Исторический альманах. — К., 2006. — Вип. 4. — С.6-19[6].
- Будівельна епопея Кіндрата Ховалкіна (з історії садиби по вулиці Костьольній, 10/5) // Киевский альбом. Исторический альманах. -К., 2007. — Вип. 5. — С. 75-81[6].
- Рідкісна пам’ятка «північного модерну» в Києві по вул. Червоноармійській, 14 (у контексті історії формування забудови садиби 1858—1912 рр.) // Праці науково-дослідного інституту пам’яткоохоронних досліджень. — К., 2007. — Вип. 3. — С. 77-87[6].
- Найстаріший житловий будинок на розі вулиць Костьольної та Трьохсвятительської (історія домоволодіння 1810-х −1980-х років) // Матеріали щорічної науково-практичної конференції Музею історії Києва. — К., 2009. — Вип. 9. — С. 84-100[6].
- Вулиця Костьольна у м. Києві — перша комплексна пам’ятка архітектури та містобудування: досвід підготовки науково-проектної та облікової документації для включення до Державного реєстру нерухомих пам’яток України.) // Праці науково-дослідного інституту пам’яткоохоронних досліджень. Праці науково-дослідного інституту памяткоохоронних досліджень. — Вип. 5. — К., 2010. — С. 118-13[6].

Подготовила многочисленные статьи для Свода памятников Украины, для CD-проектов «Київ. Історична енциклопедія», «Храми Києва».

#### Книги
- В. В. Вечерський, Т. В. Скібіцька, О. М. Сердюк. Історико-містобудівні дослідження Чернівців. — Київ: Фенікс, 2008.
- Т. Скібіцька. Київський архітектурний модерн (1900-1910-і роки) / Автор вступної статті Г. Духовичный. — Львів-Київ: Центр Європи, 2011.
- Коллективная монография «Забудова Києва доби класичного капіталізму, або Коли і як місто стало європейським» / За заг. ред. М. Б. Кальницького, Н. М. Кондель-Пермінової. — К.: Сидоренко В. Б., 2012. Книга стала победителем одной из номинаций XIV Всеукраинского рейтинга «Книга года»[7]. Татьяна Скибицкая — автор Раздела VIII «Архітектура київського житла», соавтор Раздела ІХ «Стилістика, композиція та символіка фасадів» и Раздела ХІ «Видатні будівничі Києва».
- Соавтор методического издания «Памятники архитектуры как объект оценки» (1999).
- Творчість архітектора Павла Альошина у фондах Національного заповідника «Софія Київська»: Альбом-каталог / О. Г. Мокроусова, Т. В. Скібіцька; За заг. ред. О. Г. Мокроусової; Нац. заповедник «Софія Київська». — Київ: Горобець, 2018. — 224 с. : іл. — ISBN 978-966-2377-37-8. (посмертно)